# Michaëlle Jean
Pour les articles homonymes, voir Jean.
Michaëlle Jean (/mi.ka.ɛl ʒɑ̃/), née le 6 septembre 1957 à Port-au-Prince (Haïti), est une femme d'État, diplomate, animatrice de télévision et journaliste canadienne. De septembre 2005 à septembre 2010, elle est la vingt-septième gouverneure générale du Canada, la troisième femme à occuper ce poste après Jeanne Sauvé et Adrienne Clarkson. Polyglotte, elle parle cinq langues : français, anglais, espagnol, italien et le créole haïtien.
Michaëlle Jean est désignée par consensus secrétaire générale de la Francophonie le 30 novembre 2014 lors du XVe Sommet de la francophonie à Dakar, devenant ainsi la première femme nommée à ce poste.

## Enfance et études
Marie Michaëlle Eden Jean est née à Port-au-Prince, en Haïti. Elle tisse également des liens avec la ville de Jacmel où elle passe des étés et des fins de semaine. Sa famille fuit Haïti en 1968, alors que François Duvalier est président de la République. Elle s'établit ensuite à Thetford Mines, au Québec.
Après un baccalauréat en langues et littératures hispaniques et italiennes, elle obtient une maîtrise en littérature comparée à l'Université de Montréal. Après ses études, elle enseigne, puis travaille pour un groupe qui aide les femmes victimes de violences conjugales.
C'est pendant cette période qu'elle apparaît dans un documentaire produit par l'Office national du film du Canada. Des gens de Radio-Canada la remarquent et la société l'embauche en 1988. Par la suite, CBC Television (l'homologue anglophone de la Télévision de Radio-Canada) l'engage en 1989 grâce à son bilinguisme français-anglais. Elle anime différentes émissions, tant en français qu'en anglais. Elle est notamment lectrice de nouvelles pour Le Téléjournal et fait des entrevues de plusieurs personnalités nationales et internationales.

## Carrière de journaliste
Michaëlle Jean a été une animatrice et une réalisatrice avant de se faire remarquer par la Société Radio-Canada, qui l'embaucha en 1988. Elle y a travaillé à titre de reporter et animatrice pour des émissions d'information telles qu’Actuel, Montréal ce soir, Virages et Le Point. En 1995, on lui offre le poste de chef d'antenne pour de nombreuses émissions de la Télévision de Radio-Canada et du Réseau de l'information (RDI), notamment : Le monde ce soir, L'édition québécoise, Horizons francophones, Grands Reportages, Le journal RDI et RDI à l'écoute. À la suite de ces nombreuses réussites, elle se joint à la chaîne anglophone de la télévision nationale, la Canadian Broadcasting Corporation (CBC), quatre ans plus tard. Elle anime Passionate Eye et Rough Cuts.
En 2001, elle devient l'animatrice du Téléjournal de Radio-Canada pour les éditions de fin de semaine. En 2003, elle est nommée chef d'antenne du Téléjournal-midi.
En 2004, elle devient animatrice de sa propre émission Michaëlle diffusée en français sur la Télévision de Radio-Canada et sur RDI où elle fait l'entrevue de grandes personnalités.
Cette carrière télévisuelle lui a valu de nombreux prix énumérés ci-dessous.

## Gouverneure générale du Canada (2005-2010)

Drapeau des gouverneurs généraux du Canada tout au long de leur mandat
Ce drapeau a préséance sur tous les autres drapeaux et étendards, sauf sur l'étendard personnel de la reine au Canada.

### Annonce de sa nomination
Le 4 août 2005, Paul Martin, premier ministre du Canada, annonce que Michaëlle Jean devient la vingt-septième gouverneure générale du Canada. La communauté haïtienne du pays, qui la voyait déjà comme une idole, s'est dite extrêmement réjouie de cette nomination ; certains se sont même rendus à Ottawa pour assister à son assermentation[réf. nécessaire]. Elle est la première personne noire à obtenir ce poste, la troisième femme (après Jeanne Sauvé et Adrienne Clarkson), la deuxième immigrante, deuxième personne sans passé politique et la deuxième personne de mariage multi-ethnique (après Adrienne Clarkson), la quatrième plus jeune après Lord Lorne (33 ans en 1878), Lord Lansdowne (38 ans en 1883) et Edward Schreyer (43 ans en 1979) et la quatrième journaliste (après Sauvé, Roméo Leblanc et Clarkson) à occuper ce poste. Elle est également la première femme gouverneure générale à être née durant le règne d'Élisabeth II. Depuis Edward Schreyer, aucun gouverneur général n'avait vécu à Rideau Hall avec ses enfants.
Michaëlle Jean possédait lors de l'annonce de sa nomination la double nationalité. Son mari étant né en France, elle avait demandé — et obtenu — la nationalité française à l'occasion de son mariage. Elle décide alors de renoncer à celle-ci afin de ne pas créer d'imbroglio diplomatique étant donné le statut de commandante en chef des Forces armées canadiennes porté par la gouverneure générale. Le 23 septembre 2005, soit quatre jours avant son assermentation, Michaëlle Jean a été « libérée de son allégeance à l'égard de la France » par décret ministériel,,.
Le 6 septembre 2005, elle rencontre avec sa famille les membres de la famille royale au château de Balmoral, comme il est de tradition avant l'assermentation d'un gouverneur.

### Investiture
Elle succède à Adrienne Clarkson le 27 septembre 2005 au cours d'une cérémonie protocolaire dans la chambre du Sénat, où elle prononce le serment d'allégeance à la reine du Canada.
Lors de la cérémonie d'installation, la nouvelle gouverneure générale met l'accent sur la solidarité et l'importance de rapprocher les « deux solitudes ». Ce message s'inscrit même dans ses armoiries personnelles. « Il est fini le temps des « deux solitudes » qui a trop longtemps défini notre approche de ce pays. L’étroitesse du « chacun pour soi » n’a plus sa place dans le monde actuel qui exige que nous apprenions à voir au-delà de nos blessures et de nos différends pour le bien de l’ensemble. Bien au contraire, nous devons briser le spectre de toutes les solitudes et instaurer un pacte de solidarité entre tous les citoyens qui composent le Canada d’aujourd’hui. Il y va de notre prospérité et de notre rayonnement partout où l’espoir que nous représentons apporte au monde un supplément d’âme. »

### Voyages officiels
Sa volonté de « briser les solitudes » s'inscrit, au-delà du simple rapport entre les francophones et les anglophones du Canada, dans les relations entre les différentes communautés ethniques, linguistiques, culturelles, et de genre. Ayant, parallèlement à ses études universitaires, travaillé huit ans dans des maisons d'hébergement et de transition pour femmes victimes de violence conjugale, elle s'est aussi attachée durant son mandat à sensibiliser les différents gouvernements, qu'ils soient provincial, fédéral, mais aussi lors de ses visites d'État en tant que chef du Canada, à la violence faite aux femmes et aux enfants. Ainsi, elle tente de rencontrer divers groupes travaillant pour cette cause à travers le pays. « Car nos enfants ne peuvent faire entendre leur voix dans le discours public, sauf celle qu'on leur prête. Alors, tant pour leur bien que pour le nôtre, parlons haut et fort, et souvent, jusqu'à ce que la violence soit éliminée. »
Suivant une vieille tradition, Michaëlle Jean visite toutes les provinces et territoires du Canada pendant sa première année de mandat. « Ce voyage s’inscrit dans cette volonté d’aller à la rencontre de mes compatriotes en vue d’instaurer un pacte de solidarité entre tous les citoyens qui forment le Canada d’aujourd’hui. ». Le 27 novembre 2005, la famille vice-royale remet la coupe Grey, fonction qui revenait habituellement au premier ministre canadien.
L'année suivante, Michaëlle Jean entreprend son premier voyage international, pour assister à la cérémonie de clôture des Jeux olympiques d'hiver à Turin, où le Canada se fait remettre symboliquement le drapeau olympique en tant qu'hôte des Jeux suivants, en 2010 à Vancouver. La gouverneure générale et sa famille rencontrent alors le président de la République italienne, Carlo Azeglio Ciampi, ainsi que le pape Benoît XVI.

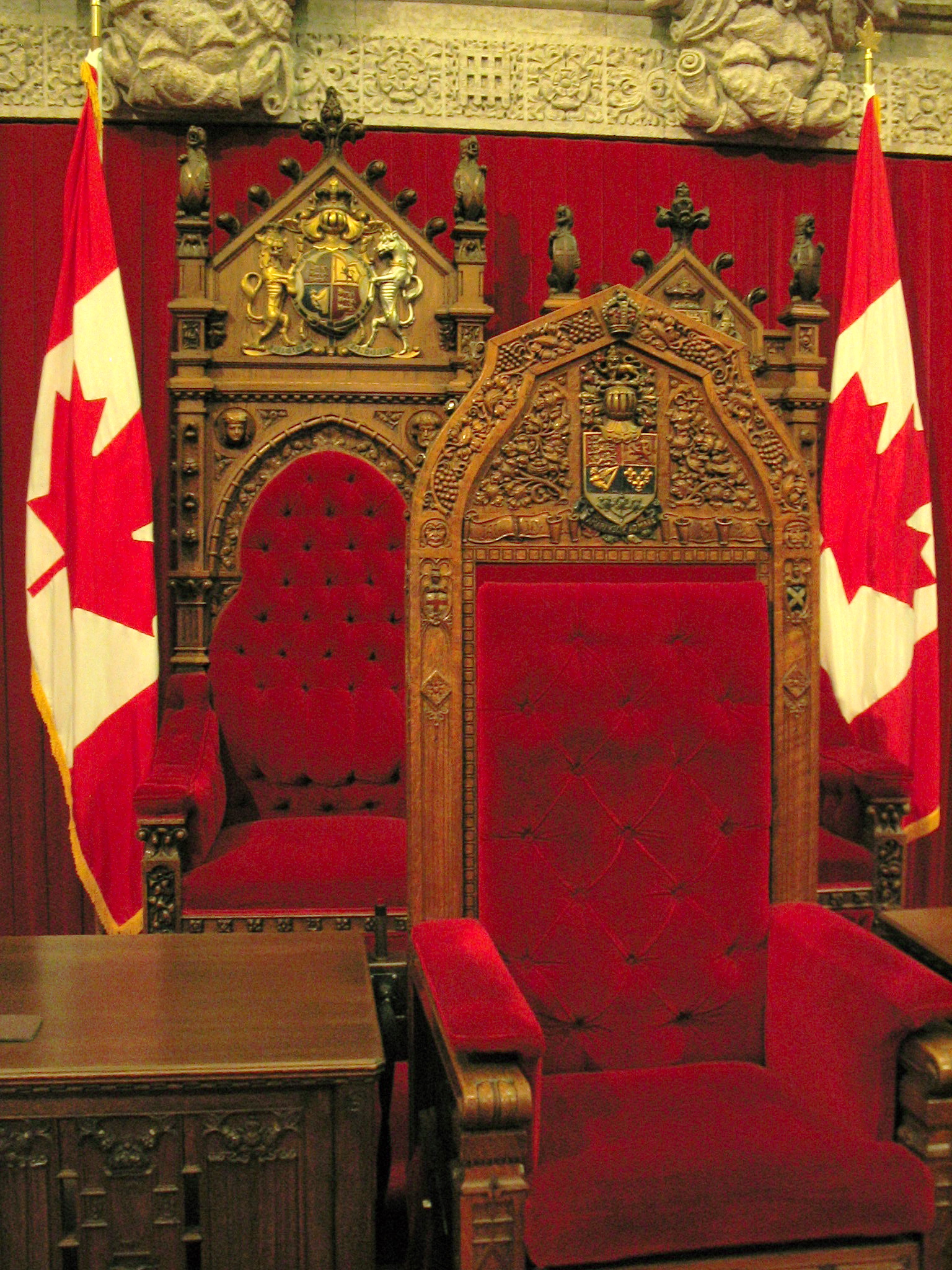
Le trône où prennent place les gouverneurs généraux lorsqu'ils siègent au Sénat du Canada.

Le 4 avril 2006, elle lit le discours du trône après avoir rencontré Stephen Harper, qui propose son premier budget fédéral.
En mai 2006, elle effectue un voyage en Haïti qui inspire les jeunes Haïtiens à rebâtir leur pays[réf. nécessaire].
De retour au pays, ainsi qu'à ses occupations communes, Michaëlle Jean ouvre le Toonik Tyme, festival d’Iqaluit au Nunavut. Lors de cette cérémonie, elle annonce qu'un don de quatre-vingt livres écrits en inuktitut, français et anglais est fait à la bibliothèque centenaire d'Iqaluit pour la commémoration du jubilé d'or d'Élisabeth II.
Michaëlle Jean lance un site de clavardage avec les citoyens canadiens le 27 septembre 2006. Cette initiative faisait partie d'un plus grand projet qui vise à créer un site web où les utilisateurs pourraient dialoguer par des forums, des blogues et des chats (« clavardoires ») ainsi que partager leur préoccupations, idées, expériences et réussites, pour permettre à ceux-ci d'échanger avec d’autres internautes à travers le pays. Ce site a pour nom Écoute des citoyens.
Elle effectue un voyage d'État en Algérie, au Mali, au Ghana, en Afrique du Sud et au Maroc entre le 18 novembre et le 11 décembre 2006, « cinq pays qui méritent notre attention car la démocratie y progresse et des efforts considérables y sont déployés dans plusieurs domaines par une société civile dynamique avec le concours de nombreux coopérants canadiens » selon elle[réf. nécessaire].

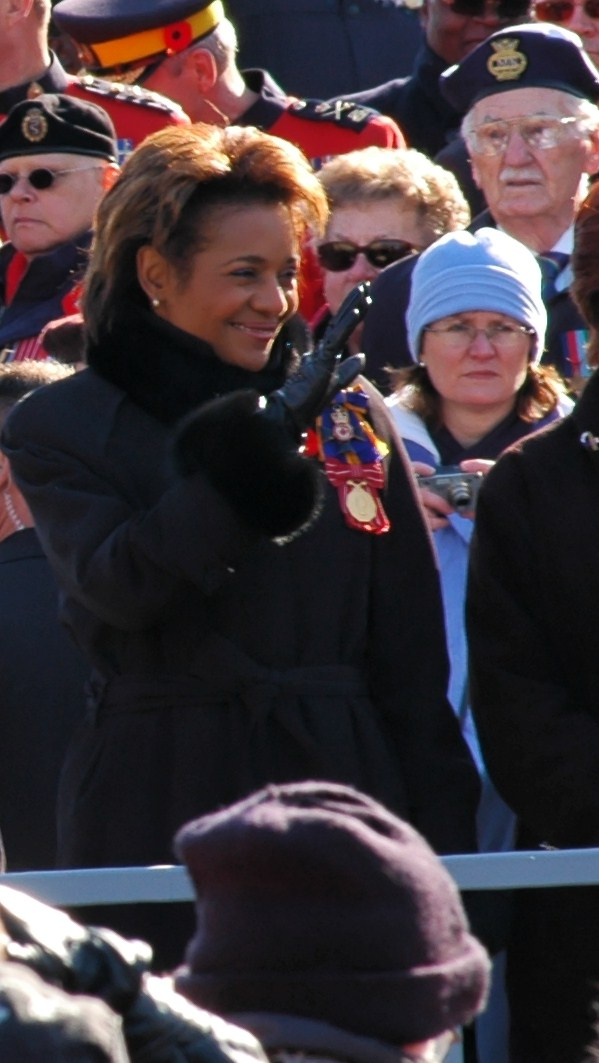
Michaëlle Jean portant les insignes de l'Ordre du Canada et de l'Ordre du mérite militaire le Jour du souvenir.

En tant que commandante en chef de l'armée canadienne, Michaëlle Jean, le 8 mars 2007, se rend en Afghanistan pour visiter les soldats canadiens. Bien avant cette date, elle avait annoncé son désir de rendre visite aux troupes, mais le premier ministre, Stephen Harper, l'avait informée de ne pas s'y rendre, invoquant les soucis de sécurité qu'implique sa qualité de vice-reine et de chef d'État de facto. Cette même journée, deux convois canadiens sont attaqués par des forces talibanes. Sa visite en Afghanistan coïncidant avec la journée internationale des Femmes, elle déclare à ce sujet : « Si intolérables que soient les conditions qu’on leur impose, les femmes de ce pays sont toujours du côté de la vie. Certes, nous, femmes d’ailleurs, avons trop tardé à entendre nos sœurs afghanes. Mais je suis là pour leur dire qu’elles ne sont plus seules. Pas plus que ne l’est, d’ailleurs, le peuple afghan ». Durant son séjour, elle rencontre également le président afghan, Hamid Karzai, et tient également à parler à des femmes afghanes. C'est lors de cette visite qu'elle prend officiellement position sur la controversée mission de paix, disant « le Canada est fier de faire partie des 37 pays qui ont entrepris de restaurer la stabilité et d’appuyer les efforts de reconstruction. Le chemin parcouru en peu de temps est prometteur, et nous sommes fiers d’accompagner le peuple afghan dans ce périple souvent difficile, parfois douloureux. J’apporte avec moi tous les vœux de paix, de prospérité et de bonheur de la population canadienne à la population afghane ».
Au début de l'année 2007, Rideau Hall déclare que Michaëlle Jean doit annuler un certain nombre d'événements et de rencontres car elle se sent fatiguée. Par la suite, le bureau de la gouverneure générale publie la déclaration suivante « La glande thyroïde de Son Excellence ne fonctionnait pas normalement, ce qui l'a faite souffrir de la fatigue aiguë. » Michaëlle Jean avant cette mésaventure a eu un horaire très chargé. Elle a en effet participé à la célébration du 90e anniversairede la bataille de Vimy en France, pour revenir précipitamment au Canada pour assister à l'arrivée d'un convoi à Trenton en Ontario transportant six corps de soldats décédés au combat en Afghanistan. Sa première tâche, une fois remise, est d'accueillir László Sólyom, président de la République hongroise, en visite d'État au Canada.
En 2007, elle visite aussi le Brésil, les États-Unis, la République tchèque et l'Argentine. Dans ce dernier pays, elle rencontre le président Néstor Kirchner, la présidente élue, Cristina Kirchner, la présidente de la République du Chili, Michelle Bachelet, le prince des Asturies, héritier du trône d'Espagne, l'ambassadeur du Canada en Argentine, Tim Martin, et le ministre des Affaires étrangères haïtien, Jean-Reynald Clerisime.
En 2008, elle assiste aux festivités du 400e anniversaire de la ville de Québec à l'occasion desquelles elle déclare : « Que cette année de festivités se déroule sous le signe de la rencontre des cultures et des civilisations, sous le signe donc de la solidarité entre les peuples. ».

### Crise politique canadienne de 2008
Dans le cadre de la crise politique subséquente au dépôt de l'énoncé économique du gouvernement minoritaire de Stephen Harper à la fin novembre 2008, le gouverneur général du Canada est appelé à jouer un rôle sans précédent récent dans l'histoire politique et constitutionnelle canadienne. Quelques semaines seulement après l'élection, en octobre 2008, du gouvernement minoritaire conservateur de Stephen Harper, les partis de l'opposition expriment leur intention de rejeter l'énoncé économique proposé par le Parti conservateur du Canada et de former un gouvernement de coalition, formé par le Parti libéral et le Nouveau Parti démocratique (NPD) avec l'appui du Bloc québécois et du Parti Vert, qui pourrait se substituer au Parti conservateur du Canada au pouvoir, advenant que l'énoncé en question, soumis à un vote de confiance le 8 décembre 2008, soit rejeté par ces derniers. Le gouverneur général sera donc appelé à trancher dans ce débat. Les options suivantes s'offrent à elle :
- proroger la session parlementaire jusqu'au dépôt du budget (option prisée par le premier ministre et le Parti conservateur) ;
- mettre en place un gouvernement de coalition formé par le Parti libéral du Canada et le NPD avec l'appui du Bloc québécois et du Parti Vert (option prisée par les partis en questions) ;
- déclencher de nouvelles élections afin de donner une légitimité au gouvernement élu, malgré la tenue récente d'élections et la situation économique mondiale précaire.

Finalement, Michaëlle Jean a décidé d'accueillir la demande faite le 4 décembre par le premier ministre Harper de proroger la session parlementaire jusqu'au 26 janvier 2009.

### Fin de mandat
Le 12 février 2010, au BC Place Stadium de Vancouver, Michaëlle Jean proclame l'ouverture des XXIes Jeux olympiques d'hiver : « Je proclame ouverts, les Jeux de Vancouver, célébrant les XXIes Jeux olympiques d'hiver. » et « I Declare open, the Games of Vancouver, celebrating the XXIth Olympic Winter Games ! ».
Au printemps 2010, le Toronto Star annonce que le premier ministre Stephen Harper ne pense pas renouveler le mandat de Michaëlle Jean. Au début d'avril 2010, le quotidien présente un sondage pancanadien révélant que 57 % des Canadiens approuvent le travail fait par Michaëlle Jean et que 43 % d'entre eux renouvelleraient son mandat. Le 15 avril, elle confirme que son mandat ne sera pas renouvelé. Le 27 septembre suivant, David Lloyd Johnston lui succède.

## Après le gouvernorat général (2010-2014)
À partir du 1er octobre 2010, Michaëlle Jean agit à titre d'envoyée spéciale de l'Organisation des Nations unies pour l'éducation, la science et la culture (UNESCO) en Haïti dans le but d'obtenir des fonds pour la reconstruction du patrimoine haïtien et favoriser l'éducation. Cette nomination est généralement bien accueillie, mais avec des réserves concernant l'étendue des pouvoirs décisionnels dont elle disposera pour mener à bien cette mission. Elle a, entre autres, mené des négociations avec certaines universités et avec le gouvernement cubain afin d'améliorer le développement de la pêche et des métiers de mer dans les villes côtières haïtiennes.
Après la fin de son mandat de gouverneur général, elle crée la fondation Michaëlle-Jean.
En octobre 2010, Michaëlle Jean est nommée à la présidence du Conseil d'administration de l'Institut québécois des hautes études internationales, de l'Université Laval.
Le 7 novembre 2011, l'administration de l'institution universitaire annonce la nomination de Michaëlle Jean au prestigieux poste de chancelière de l'Université d'Ottawa. Elle est nommée pour un premier mandat de quatre ans. Elle succède ainsi à Huguette Labelle en poste depuis plus de 17 ans, et prend ses fonctions le 1er février 2012.

## Organisation internationale de la francophonie

### Promotion de la francophonie
En avril 2011, elle est nommée par Abdou Diouf, secrétaire général de la Francophonie, au poste de « Grand Témoin de la Francophonie » pour les Jeux olympiques d'été de 2012, qui se déroulent à Londres. Elle est ainsi chargée d'y promouvoir la langue française et de s'assurer que celle-ci y est bien employée comme langue officielle, au même titre que l'anglais.

### Secrétaire générale de la Francophonie
Candidate à la succession d'Abdou Diouf au poste de secrétaire générale de la Francophonie, elle est élue par consensus le 30 novembre 2014 au cours du Sommet de Dakar. Elle est la première femme ainsi que la première personne non africaine à exercer cette fonction. 
Sa gestion financière de l'organisation fait l'objet de critiques par de nombreux médias, notamment pour des dépenses de rénovation de son appartement de fonction par l'OIF, jugées somptuaires,.
Candidate à un second mandat à la tête de l'OIF en 2018, elle doit affronter la candidature de la ministre rwandaise des Affaires étrangères, Louise Mushikiwabo, ; le consensus se porte finalement sur la diplomate rwandaise et Michaëlle Jean n’est pas reconduite.

## Vie privée
Elle est mariée au cinéaste et philosophe français Jean-Daniel Lafond. Le couple a une fille adoptive, née en Haïti. Ainsi, toute la famille vice-royale est née hors du Canada et des royaumes du Commonwealth, ce qui est une première pour l'histoire de la fonction.
Michaëlle Jean est par ailleurs la nièce du poète René Depestre.

## Armoiries personnelles
On retrouve, au centre des armoiries de Michaëlle Jean, un oursin plat qu'elle considère comme un talisman spécial. En effet, les dollars des sables sont des espèces marines que nous pouvons trouver au Canada et dans le nord des États-Unis sur les côtes des océans Atlantique et Pacifique. La couronne royale symbolise la fonction vice-royale et le service à l'ensemble des Canadiennes et des Canadiens. De part et d'autre de l'écu, deux simbis ou sirènes, esprits des eaux dans la culture haïtienne, qui, selon les dires, apaisent les âmes, purifient les eaux troubles et interviennent avec sagesse et clairvoyance. De plus, les simbis ont la parole édifiante et pacificatrice. Ces deux figures féminines symbolisent le rôle vital joué par les femmes en faveur de la justice sociale. Elles se tiennent à l'avant d'un roc orné d'un palmier, symbole de paix dans l'histoire haïtienne, et d'un pin qui évoque les richesses naturelles du Canada. Au-dessus de l'écu, le coquillage et la chaîne brisée rappellent le Marron inconnu d'Albert Mangonès, qui est une sculpture célèbre que l'on retrouve à Port-au-Prince, en Haïti, représentant un esclave en fuite qui souffle dans un coquillage pour sonner le rassemblement et appeler à la rébellion dans l'île. Cette figure évoque ici la victoire des ancêtres de Michaëlle Jean contre la barbarie et, plus généralement, l'appel à la liberté. La devise « Briser les solitudes » est au cœur des objectifs qu'elle entend poursuivre. Un anneau portant la devise de l'Ordre du Canada, Desiderantes meliorem patriam (« Ils veulent une patrie meilleure »), entoure l'écu, auquel est suspendu l'insigne de compagnon de l'Ordre du Canada.

## Controverses
Peu après l'annonce par le premier ministre Paul Martin de la nomination de Michaëlle Jean, des commentateurs de la scène politique fédérale ont fait remarquer que cette nomination survenait dans un climat difficile pour le Parti libéral du Canada au Québec. Paul Martin a nié ces affirmations. D'autres ont rappelé que le poste de gouverneur général est toujours accordé en alternance à un francophone et à un anglophone, et que le choix de Michaëlle Jean était tout à fait raisonnable.
Le 11 août 2005, le Globe and Mail et Le Devoir rapportent qu'un journal souverainiste, Le Québécois, publiera une lettre de René Boulanger, se présentant comme un proche de Jean-Daniel Lafond, dans lequel il le présente comme un souverainiste. Boulanger prétend avoir souvent rencontré Lafond et être allé chez le couple où il aurait vu une bibliothèque fabriquée par Jacques Rose, un ancien felquiste et frère de Paul Rose. Rose aurait installé un double-fond pouvant servir de cache d'armes. L'histoire fait grandement parler le Canada anglais. Boulanger affirme même dans son article que le but de ces déclarations est de faire rejeter la candidature de Michaëlle Jean par le Canada anglais, ce qui aurait pour effet d'augmenter le sentiment d'aliénation des Québécois et leur soutien à la cause souverainiste.
Des monarchistes du Canada et des souverainistes lui ont reproché d'avoir obtenu la citoyenneté française après son mariage. Le 25 septembre 2005, avant d'entrer en fonction, elle a annoncé que la France avait accédé à sa requête en renoncement à la citoyenneté française,,.
En juin 2017, elle est critiquée par de nombreux médias pour des dépenses de rénovation de son appartement de fonction par l'OIF jugées somptuaires,. Il avait été relevé que Mme Jean avait fait des dépenses de 320 000 $ de fonds publics pour améliorer sa résidence de Mme Jean, elle qui se plaignait d'un manque d’eau chauude.

## Prix et décorations
| Prix ou honneurs                    | Pays ou organisme                         | Classe, position ou titre                          | 1. Référence |
| ----------------------------------- | ----------------------------------------- | -------------------------------------------------- | ------------ |
| Ordre de la Légion d'honneur        | France                                    | Grand-croix                                        | [ 45 ]       |
| Ordre du Canada                     | Canada                                    | Chancelière et compagne principale                 | [ 46 ]       |
| Ordre du mérite militaire           | Canada                                    | Chancelière et commandeure                         | [ 47 ]       |
| Ordre du mérite des corps policiers | Canada                                    | Chancelière et l’un des commandeurs                | [ 48 ]       |
| Ordre de Saint-Jean                 | Royaumes du Commonwealth                  | Prieure et première dirigeante de l'ordre - Canada | [ 49 ]       |
| Décoration des Forces canadiennes   | Forces canadiennes                        | Commandante en chef                                | [ 49 ]       |
| Honneur de l'ordre de la Pléiade    | Francophonie                              | Chevalière                                         | [ 4 ]        |
| Citoyenne d'honneur                 | Ministère québécois de l'Immigration      | Récipiendaire                                      | [ 4 ]        |
| Citoyenne d'honneur                 | Ville de Montréal                         | Récipiendaire                                      | [ 4 ]        |
| Docteur honoris causa               | Université d'Ottawa                       | Doctor Artium                                      | [ 50 ]       |
| Docteur honoris causa               | Università per Stranieri                  | Docteure en relation internationale                | [ 51 ]       |
| Docteur honoris causa               | Université McGill                         | Docteure ès lettres                                | [ 52 ]       |
| Docteur honoris causa               | Université York                           | Legum Doctor                                       | [ 53 ]       |
| Docteur honoris causa               | École normale supérieure de Lyon          | récipiendaire                                      | [ 54 ]       |
| Docteur honoris causa               | Université du Manitoba                    | Legum Doctor                                       | [ 55 ]       |
| Premier Prix de journalisme         | Amnesty International                     | Récipiendaire                                      | [ 4 ]        |
| Prix Média                          | Ligue des droits de la personne du Canada | Récipiendaire                                      | [ 4 ]        |
| Prix Gémeaux                        | Société Radio-Canada                      | Récipiendaire                                      | [ 4 ]        |
| Prix Raymond-Charrette              | Conseil de la Langue française du Québec  | Récipiendaire                                      | [ 4 ]        |
| Prix Mireille-Lanctôt               | Canada                                    | Récipiendaire                                      | [ 4 ]        |
| Prix Anik                           | Canada                                    | Récipiendaire                                      | [ 4 ]        |
| Grand Prix Dynastie                 | Canada                                    | Récipiendaire                                      | [ 56 ]       |